# نيزك سيخوت ألين
نيزك سيخوت ألين، (الروسية: Сихотэ-Алинский أو Sikhote-Aline)، هو نيزك حديدي سقط في جنوب شرق روسيا على جبال سيخوتي-ألين في عام 1947. تم تسجيل سقوط نيازك حديدية كبيرة في السابق، وتم استعادة شظايا منها، ولكن لم يحدث قط في التاريخ المسجل أن وقع سقوط بهذا الحجم. يُقدّر أن 23 طنًا من الشظايا قد نجت من المرور الناري عبر الغلاف الجوي ووصلت إلى الأرض.

## التاريخ
في حوالي الساعة 10:30 صباحًا يوم 12 فبراير 1947، رأى شهود عيان في جبال سيخوتي-ألين بمنطقة بريموريه في الاتحاد السوفيتي جسمًا ناريًا ساطعًا أكثر إشراقًا من الشمس، قادمًا من الشمال ونازلًا بزاوية تقارب 41 درجة. شوهد الوميض الساطع وسمع الصوت المدوي للسقوط على مدى 300 كيلومتر (190 ميل) حول نقطة الاصطدام التي كانت تقع بالقرب من لوتشيغورسك وحوالي 440 كيلومترًا (270 ميل) شمال شرق فلاديفوستوك. كما استمر أثر الدخان، الذي يُقدّر طوله بحوالي 32 كيلومترًا (20 ميلًا)، في السماء لعدة ساعات.
بينما كان النيزك، الذي كان يسير بسرعة تبلغ حوالي 14 كم/ث (8.7 ميل/ث)، يدخل الغلاف الجوي، بدأ في التفتت، وسقطت شظاياه معًا، بعضها دفن نفسه على عمق 6 أمتار (20 قدمًا). ويبدو أن أكبر الكتل انفجرت على ارتفاع حوالي 5.6 كم (3.5 ميل).
في 20 نوفمبر 1957، أصدر الاتحاد السوفيتي طابعًا بمناسبة الذكرى العاشرة لمطر نيزك سيخوتي-ألين. وقد تم استنساخ لوحة للفنان السوفيتي ب. إ. ميدفيديف، الذي شهد السقوط: كان جالسًا في نافذته يبدأ في رسم تخطيطي عندما ظهر الكويكب الناري وبدأ فورًا في رسم ما رآه.

## الخصائص

### المدار
نظرًا لأن النيزك سقط خلال النهار، فقد رآه العديد من شهود العيان. سمحت دراسة هذه البيانات الملاحظة للعالم فاسيلي فيسينكوف [الإنجليزية] الذي كان آنذاك رئيس لجنة النيازك في أكاديمية العلوم السوفيتية، بتقدير مدار النيزك قبل أن يصطدم بالأرض. كان هذا المدار على شكل بيضاوي، حيث يقع أبعد نقطة عن الشمس ضمن حزام الكويكبات، وهو مشابه للعديد من الأجرام الصغيرة الأخرى التي تعبر مدار الأرض. ومن المحتمل أن هذا المدار قد تشكل نتيجة لتصادمات ضمن حزام الكويكبات.

### الحجم

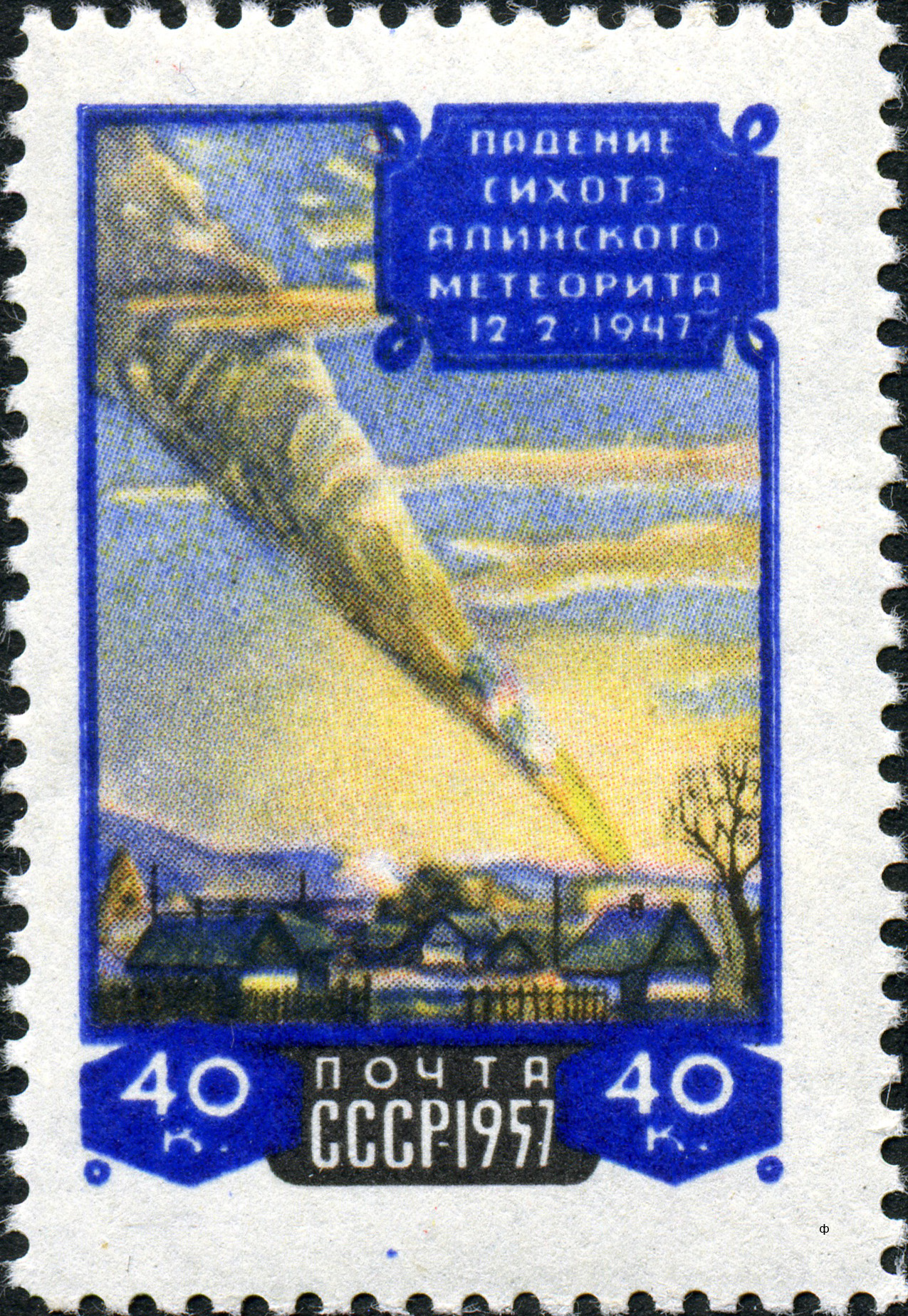
الطابع البريدي الذي يخلد حادثة التصادم

يُعد سقوط نيزك سيخوتي-ألين حدثًا ضخمًا، إذ يُقدّر أن كتلة النيزك قبل دخوله الغلاف الجوي كانت حوالي 90,000 كجم (200,000 رطل). وفي تقدير أكثر حداثة من قبل تسفيتكوف وآخرين تم تحديد الكتلة بحوالي 100,000 كجم (220,000 رطل). في حين قدّر يفجيني كرينوف [الإنجليزية] الكتلة بعد دخول النيزك الغلاف الجوي بحوالي 23,000 كجم (51,000 رطل).

### الإنتشار
غطت منطقة انتشار شظايا النيزك مساحة بيضاوية تبلغ حوالي 1.3 كم² (0.50 ميل²). بعض الشظايا أحدثت فوهة صدمية، كان أكبرها بعرض حوالي 26 مترًا (85 قدمًا) وعمق 6 أمتار (20 قدمًا). كما تطايرت بعض شظايا النيزك إلى الأشجار المحيطة واندفعت داخلها.

### التكوين والتصنيف
يُصنف نيزك سيخوتي-ألين كنيزك حديدي ينتمي إلى مجموعة النيازك IIAB وله بنية أوكتاهيدريتية خشنة. يتكون من حوالي 93% حديد، 5.9% نيكل، 0.42% كوبالت، 0.46% فوسفور، و0.28% كبريت، مع كميات ضئيلة من الجرمانيوم والإيريديوم. تشمل المعادن الموجودة التاينيت، والبليستيت، والترويليت، والكروميت، والكاماسيت، والشرايبرسايت.

## مقالات ذات صلة
- حجر نيزكي.